# Mount McLennan (Viktorialand)
Mount McLennan ist ein markanter, mehr als 1600 m (nach neuseeländischen Angaben 1770 m) hoher Berg im ostantarktischen Viktorialand. In der Asgard Range an der Nordseite des Taylor Valley überragt er das Gebiet der Kopfenden des Kanada-Gletschers, des Commonwealth-Gletschers und des Loftus-Gletschers.
Der kanadische Physiker Charles Seymour Wright (1887–1975), Teilnehmer der britischen Terra-Nova-Expedition (1910–1913), benannte den Berg nach John Cunningham McLennan (1867–1935), Physiker der University of Toronto. Der Berg war am 19. November 1969 Schauplatz eines Hubschrauberabsturzes, bei dem zwei Mitarbeiter des United States Antarctic Research Program ums Leben kamen.